# Tomoyasu Ando
Tomoyasu Ando (安藤 智安 Ando Tomoyasu?, nacido el 23 de mayo de 1974 en Shizuoka) es un exfutbolista japonés. Jugaba de guardameta y su último club fue el Omiya Ardija de Japón.

## Trayectoria

### Clubes
| Club           | País  | Año         |
| -------------- | ----- | ----------- |
| Urawa Reds     | Japón | 1997 - 2002 |
| Avispa Fukuoka | Japón | 1997        |
| Omiya Ardija   | Japón | 2003 - 2006 |